# Gianluca Mancini
Gianluca Mancini (ur. 17 kwietnia 1996 w Pontederze) – włoski piłkarz, występujący na pozycji obrońcy we włoskim klubie AS Roma oraz w reprezentacji Włoch. Uczestnik Mistrzostw Europy 2024.

## Kariera klubowa
Mancini jest wychowankiem Valdarno Calcio. Stamtąd trafił do Fiorentiny. W 2015 roku został włączony do pierwszej kadry klubu z Florencji, ale na sezon 2015/2016 został wypożyczony do Perugii. Zaliczył wówczas w Serie B 12 występów, po czym klub ten zdecydował się na wykupienie Manciniego z Fiorentiny. Po pół roku gry w Perugii, 12 stycznia 2017 roku został nowym zawodnikiem Atalanty, jednak od razu został z powrotem wypożyczony do Perugii do końca sezonu.
Pierwszy występ w barwach Atalanty w Serie A zaliczył 24 września 2017 roku w zremisowanym 1-1 spotkaniu z Fiorentiną. Wszedł na boisko w 25. minucie zastępując Rafaela Tolóia. Pierwszego gola dla drużyny z Bergamo zdobył 4 lutego 2018 roku w wygranym 1:0 spotkaniu z Chievo. Na listę strzelców wpisał się w 72. minucie, zapewniając Atalancie trzy punkty. Klub z Bergamo zakończył sezon 2017/2018 na siódmym miejscu, dzięki czemu mogli wystąpić w następnym sezonie w eliminacjach Ligi Europy. W nich Mancini rozegrał 3 spotkania, strzelając jedną bramkę, jednak włoski klub odpadł w ostatniej rundzie kwalifikacji z duńskim FC København.

## Statystyki kariery

### Klub
Stan na 24 lutego 2019 r.
| Klub               | Sezon              | Liga               | Liga  | Liga | Puchar kraju | Puchar kraju | Kontynent. | Kontynent. | Inne  | Inne | Suma  | Suma |
| Klub               | Sezon              | Liga               | Mecze | Gole | Mecze        | Gole         | Mecze      | Gole       | Mecze | Gole | Mecze | Gole |
| ------------------ | ------------------ | ------------------ | ----- | ---- | ------------ | ------------ | ---------- | ---------- | ----- | ---- | ----- | ---- |
| Perugia            | 2015/16            | Serie B            | 12    | 0    | 2            | 0            | –          | –          | –     | –    | 14    | 0    |
| Perugia            | 2016/17            | Serie B            | 13    | 1    | 1            | 0            | –          | –          | 2     | 0    | 16    | 1    |
| Perugia            | Łącznie            | Łącznie            | 25    | 1    | 3            | 0            | 0          | 0          | 2     | 0    | 30    | 1    |
| Atalanta           | 2017/18            | Serie A            | 11    | 1    | 2            | 0            | 0          | 0          | –     | –    | 13    | 1    |
| Atalanta           | 2018/19            | Serie A            | 18    | 5    | 0            | 0            | 3          | 1          | –     | –    | 21    | 6    |
| Atalanta           | Łącznie            | Łącznie            | 29    | 6    | 2            | 0            | 3          | 1          | 0     | 0    | 34    | 7    |
| Łącznie w karierze | Łącznie w karierze | Łącznie w karierze | 54    | 7    | 5            | 0            | 3          | 1          | 2     | 0    | 64    | 8    |

## Sukcesy

### AS Roma
- Liga Konferencji Europy UEFA: 2021/2022